# Berezivka, Ustînivka
Berezivka (în ucraineană Березівка) este o comună în raionul Ustînivka, regiunea Kirovohrad, Ucraina, formată numai din satul de reședință.

## Demografie
Componența lingvistică a comunei Berezivka
     Ucraineană (98,24%)
     Rusă (1,76%)
Conform recensământului din 2001, majoritatea populației comunei Berezivka era vorbitoare de ucraineană (98,24%), existând în minoritate și vorbitori de rusă (1,76%).